# Donne-moi de l'amour
Albums de Starflam
Survivant
(2001)
Donne-moi de l'amour est le 3e album de Starflam, sorti en 2003 chez EMI.
Il est réédité en 2004 et un CD bonus, sous-titré Pour quelques euros de plus, y est ajouté.

## Liste des morceaux
CD 1
1. Intro - 0:43
2. Ils Ne Savent Pas (avec Reggie) - 4:39
3. Parade - 4:34
4. Situe (avec Christa) - 3:46
5. Dans l'Empressement - Part 1 - 3:43
6. Dans l'Empressement - Part 2 - 2:33
7. Donne-Moi de l'Amour - 4:53
8. En Alerte (avec Buckshot) - 4:11
9. Sueur d'Alcool - 3:06
10. Retour à l'Adolescence - 4:06
11. Antistatique - 3:28
12. Vauriens - 5:00
13. À Côté De L'Essentiel, Le Temps Qui Passe  - 2:50
14. L'Envers Du Décor (avec Christa) - 4:32
15. Marseille-Liège (avec Le Rat Luciano) - 4:09
16. Monsieur Orange - 4:13
17. Dans La Spirale (avec Arsenik) - 5:05
18. 1-2, one-two (avec Sly Dee, Profecy, Modal, Tita, Nader) - 9:33

CD 2 - Pour quelques euros de plus
1. Illusion (avec Lyricson) - 4:31
2. Manque de Vrai (avec Roldan (Orishas)) - 3:57
3. Venin Hip Hop - 3:04
4. Brownsville 2 Tox City (avec Bootcamp Click) - 4:30
5. Antistatique (avec Flip Kowlier) - 3:59
6. Graffiti Music - Part 2 (avec Profecy) - 5:05
7. T'Sais Bien (avec MC Jean Gab'1 et JP 12 (Less du Neuf)) - 5:35
8. L'Envers du Décor (Directors' Cut) - 4:02
9. Manque de Vrai (avec Soprano (Psy 4 de la Rime)) - 4:06
10. Antistatique (Turbo Scooter Remix) - 6:21